# Шведски йемтхунд
Шведският йемтхунд (на шведски: Jämthund) или йемтхунд, шведски елкхунд, йемтландска лайка е порода кучета, произхождаща от Швеция. Принадлежи към групата на шпицовете. Името „йемтхунд“ е епоним на името на шведската провинция Йемтланд, намираща се в централната част на Швеция. Тези кучета на външен вид наподобяват вълци.
За разлика от повечето шпицове, чиято опашка е завита върху гърба, опашката на йемтхунда е завита върху задните части. Има изправени уши, средна до дълга муцуна, силно, дълго телосложение и двойна, обикновено двуцветна козина. Очите на представителите на тази порода са в кафяв цвят.
Йемтхундът е официално признат през 1946, след активни действия на Аксел Линдстрьом и други. Преди това, кучетата от тази порода са се причислявали към норвежките елкхунди. Местното население ги е използвало векове наред за лов на лосове и теглене на шейни.